# Vietteella madagascariensis
Vietteella madagascariensis är en fjärilsart som beskrevs av Draeseke 1937. Vietteella madagascariensis ingår i släktet Vietteella och familjen tandspinnare. Inga underarter finns listade i Catalogue of Life.